# Regalbuto
Regalbuto is een gemeente in de Italiaanse provincie Enna (regio Sicilië) en telt 7709 inwoners (31-12-2004). De oppervlakte bedraagt 169,5 km², de bevolkingsdichtheid is 45 inwoners per km².

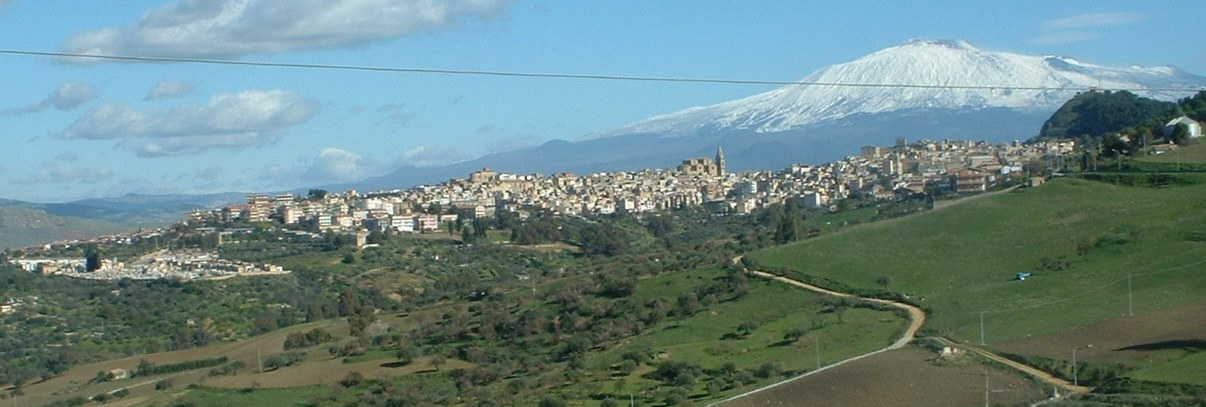
Regalbuto
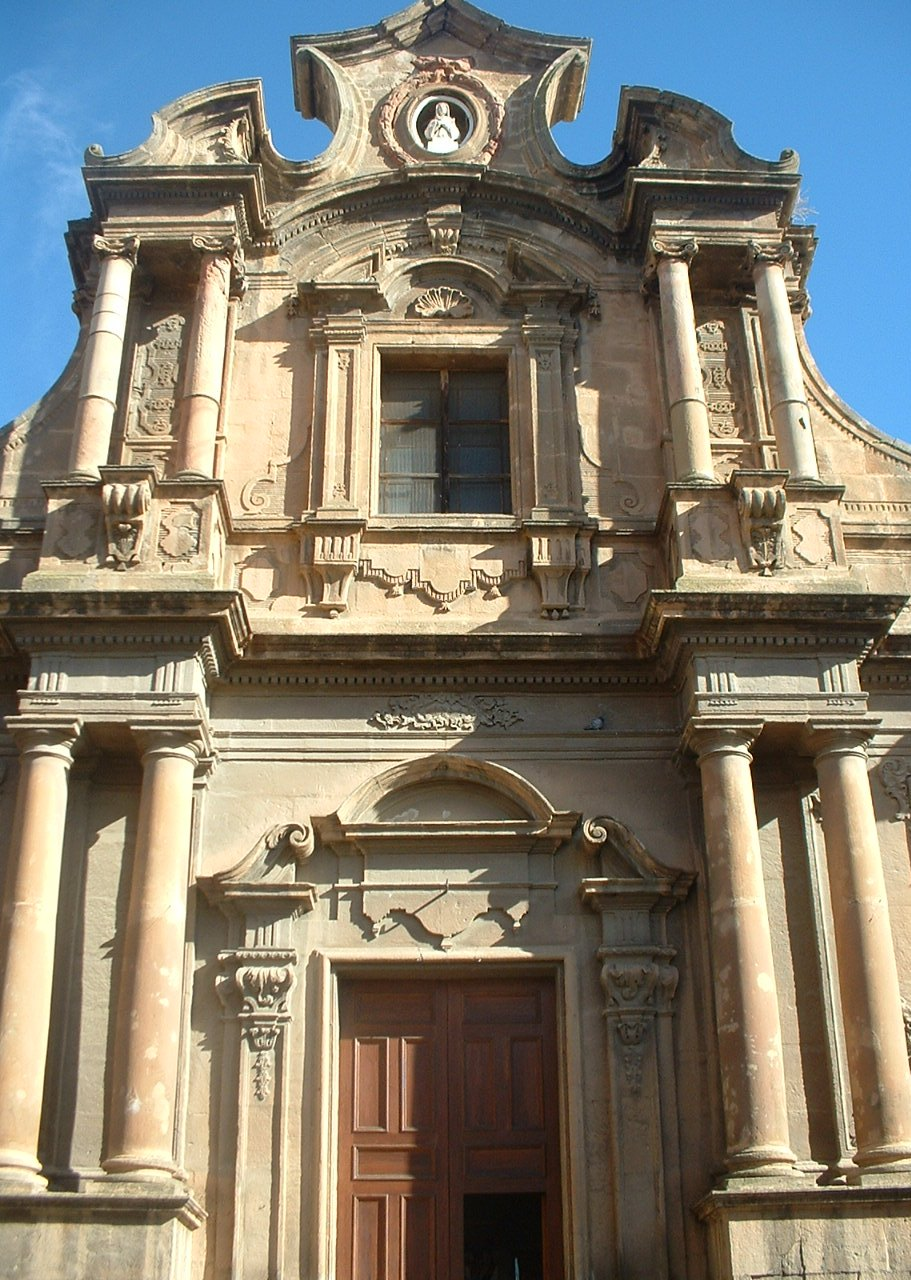
Kerk van Maria SS della Croce, Regalbuto

## Demografie
Regalbuto telt ongeveer 3033 huishoudens. Het aantal inwoners daalde in de periode 1991-2001 met 3,0% volgens cijfers uit de tienjaarlijkse volkstellingen van ISTAT.
| Jaar | Inwoneraantal |
| ---- | ------------- |
| 1991 | 7981          |
| 2001 | 7744          |

## Geografie
De gemeente ligt op ongeveer 520 m boven zeeniveau.
Regalbuto grenst aan de volgende gemeenten: Agira, Catenanuova, Centuripe, Gagliano Castelferrato, Randazzo (CT), Troina.

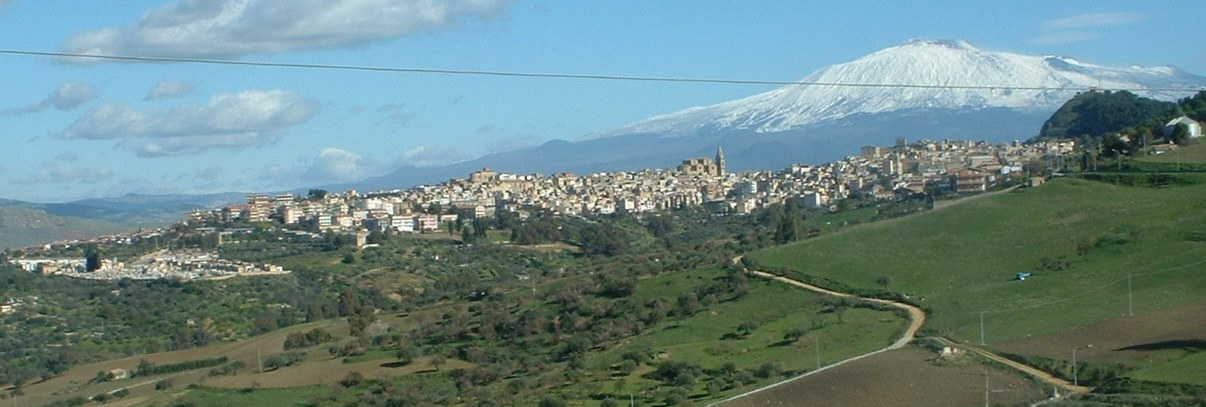
Regalbuto